# Peptidaza
Peptidáza (žargonsko tudi proteaza ali proteinaza) je encim, ki cepi peptidno vez. Peptidaz je veliko in so lahko specifične (cepijo peptidno vez med točno določenimi aminokislinami) ali nespecifične (cepijo peptidne vezi med veliko različnimi aminokislinami). Peptidaze spadajo med hidrolitične encime (hidrolaze). Peptidaze, ki cepijo peptidne vezi v molekulah beljakovin (proteinov), pogosto imenujemo tudi proteaze.